# Verwaltungsgemeinschaft Wackersdorf
Die Verwaltungsgemeinschaft Wackersdorf liegt im Oberpfälzer Landkreis Schwandorf und wird von folgenden Gemeinden gebildet:
1. Steinberg am See, 1932 Einwohner, 20,21 km²
2. Wackersdorf, 5223 Einwohner, 33,56 km²

Sitz der 1978 gegründeten Verwaltungsgemeinschaft ist Wackersdorf.